# Драгана Мирковић
Драгана Мирковић (Касидол, 18. јануар 1968) српска је певачица и предузетница. Истакла се 1980-их као чланица популарног колектива Јужни ветар. Данас је препозната као један од најпродаванијих извођача са простора бивше Југославије. Заједно са својим бившим супругом, основала је и сателитску музичку станицу под називом DM SAT.

## Биографија
Рођена је у Пожаревцу и одрасла у шесточланој породици у Касидолу, месту близу Пожаревца. Са музиком се упознала захваљујући свом деди Драгутину, кога је слушала када је свирао хармонику. Са пет година научила је прву песму Девојка соколу зулум учинила. Њен музички таленат је брзо примећен, јер је учествујући на локалним такмичењима привукла пажњу важних људи из Дискоса који су јој понудили да сними плочу.
Дуго је била у вези са Зораном Башановићем који је био и њен менаџер, али се удала за Тонија Бјелића, бизнисмена који живи у Бечу, и родила двоје деце Марка (2001) и Мануелу (2002). Након удаје Драгана се повукла из јавности. Након четири године паузе снимила је повратнички албум Траг у времену 2004. Током каријере одржала је шест солистичких турнеја и продала 1,5 милиона улазница, мање једино од Лепе Брене.
Од 2010. године власница је велелпног здања дворца Ебенфурта у Аустрији. Дворац је у потпуности рестауриран и Драгана данас живи у њему са својом децом.

## Каријера

### Музички почеци и прва плоча
Први албум издат је априла 1984. године  у сарадњи са Новицом Урошевићем, то да је њен таленат код публике био примећен од самог старта говори чињеница да је албум продат у 160.000 примерака. Први телевизијски наступ догодио се крајем 1984. у емисији "Новогодишња фолк парада", наступила је заједно са 12 тада најпопуларнијих певача фолк музике. Наредне 1985. године издат је други студијски албум такође у сарадњи са Новицом Урошевићем, публика албум прихвата подједнако добро као што је и првенац.

### Са Јужним ветром
Као члан Јужног ветра певала је на турнејама широм СФРЈ, а на концерту на Ташмајдану је певала пред, тада рекордних, 11.000 људи.
Драгана прекида сарадњу са Новицом Урошевићем и наредне 1986. године прелази у "Јужни ветар" и издаје трећи студијски албум под називом "Спаси ме самоће", насловна песма постала је evergreen као и песма "Кад би знао како чезнем", са тим албумом одлази на велику југословенску турнеју Јужног ветра заједно за још четворо тада најпопуларнијих певача Јужног ветра; Шемсом, Синаном, Милетом и Кемалом. Наредне 1987. године објављује нови албум, модернији од претходних и могло се чути да је са само 19 година почела да пева озбиљне и зреле песме. Годину дана касније 1988. издаје албум са којим је надмашила претходне, у старту издвајају се песме "Коло среће", "Још љубави има" и балада "Мило моје, што те нема", исте године одржава први солистички концерт у Дому синдиката, штампани медији пренели су: "Три узастопне вечери за концерт Драгане Мирковић у Дому синдиката тражена је карта више". Такође започиње и сарадњу са менаџером Раком Ђокићем. Године 1989. издаје најтиражнији албум са Јужним ветром "Симпатија" који је продат у 500.000 примерака, на албуму се нашло пуно хитова а међу њима и evergreen "Сто ћу чуда учинити". Исте године издаје прву видео касету са спотовима и добија први Оскар популарности за Хит године за песму "Симпатија". Средином августа 1990. издаје последњи албум са Јужним ветром, тада је изјавила: "Без ТВ спота, без остале рекламе плоча је до сада продата у 300.000 примерака, реклама тек треба да крене, што значи да могу да продајем високе тираже и без рекламе" и поред тога сматрала је да албум није довољно добар за њену публику и са тим разлогом напушта Јужни ветар. Исте године снима свој први шоу програм под називом "Вече са Драганом Мирковић" и у њему угошћава велику југословенску звезду Лепу Брену. У свом шоу програму промовисала је нове песме али се по први пут опробала и у страној музици отпевавши хит Мартике "I feel the Earth move", снима такође и дует "Е, мој докторе" са групом Зана и добија други Оскар популарности за певачицу године.

### Деведесете
Драгана је деведесетих година прешла, најпре у „ПГП-РТБ” (данас „ПГП-РТС”), а затим у „Зам” и снимила плочу "Долазе нам бољи дани". Сваке године имала је најпродаванији албум и нико није продао више плоча од ње у том периоду. Песме су биле у фолк-рок и фолк-поп стилу, док су се издвојиле Питају ме у мом крају, Умирем мајко, Баш тебе волим ја, Бићу његова, Црни лептир, Опојни су зумбули, Последње вече и многи други. Песма Плачи земљо са истоименог албума из 1995. године најпродаванија је српска песма на бугарском Ајтјунсу у историји и константно се налази међу 200 најпродаванијих.
Поред Драгане Јужни ветар напустили су и Перица Здравковић и Сава Бојић који формирају нови бенд под називом "Жар". Заједно са "Жар", "Фута" и "Злаја" бендом издаје нови албум. Издавач албума био је тадашњи "РТБ ПГП", Драганин нови албум представили су речима: "Продала је више од 2.000.000 плоча и касета. 1989. и 1990. године два пута узастопно побеђује на Поселу 202, најпопуларнијој фолк манифестацији и осваја два Оскара популарности РТВ Ревије. Сада вам је представљамо новим албумом са песмама за које мислимо да ће Вам се допасти".'' Жар се потрудио да модернизује Драганин нови албум што им је и успело али се ипак осетио утицај Јужног ветра. Песму "Добра девојка" коју јој је понудила Марина Туцаковић није била сигурна да ли да сними, било јој је чудно да пева о самој себи како је добра девојка, док је песма "Поклањам ти своју љубав" добила ремикс верзију што је уједно био и први ремикс на овим просторима. Ангажује се доста и око сценског наступа и кореографије па тако започиње сарадњу са плесном групом Ђогани Фантастико, издаје и видео касету са спотовима и тако постаје најактивнија певачица по питању снимања видео спотова. 1992. године одржала је концерт у Софији на стадиону Левски пред 55.000 људи.
После распада "Жар" бенда, наредне године Драгана се враћа на сцену у револуционарном духу. Године 1992. снима девети студијски албум који је био прво издање нове издавачке куће "ЗАМ". На албуму се по први пут нашао већи број песама, чак 13 међу којима су се нашле и evergreen песме "Питају ме у мом крају", "Умирем мајко" и "Долазе нам бољи дани" у самом старту издвојиле су се и песме "Да, да, да и "Две судбине" а Драгана је тада изјавила да је у року од два месеца касета продата у више од 150.000 примерака и да на концертима пева чак 7 песама, што је иначе била реткост. Снимила је спотове за 12. песама издавши такође и видео касету. Тираж овог албума неколико пута је доштампаван, продавао се како у државама бивше Југославије и дијаспори тако и у Бугарској и Румунији па је тираж бројао преко милион продатих примерака. Овим албумом постала је дефинитивно највећа звезда у целој бившој Југославији и шире. Те године одржала је и турнеју, у штампаним медијима најављена је серија од десет концерата у главном граду: "Укупно десет вечери забављаће публику у дворани "Дома синдиката", овом дружењу са београдским љубитељима њене музике претходила је успешна турнеја по четрдесетак градова на овим просторима и пуних месец дана гостовања по дијаспори." Године 1993. издаје јубиларни десети албум и симболично га назива "No. 10", посвећује га свом менаџеру Раки Ђокићу који је крајем године преминуо. Одржала је изузетно успешну турнеју по целој бившој Југославији са десет узастопних концерата у Дому синдиката. Издвојиле су се песме "До последњег даха", "Питам своје срце" и "Много сам те пожелела" за које је спотове снимила на Кипру као и турска обрада "Баш тебе волим ја" и "Ветрови туге". На албуму се нашло 12 песама, издала је и ВХС касету са 11 спотова. Исте године добила је Оскар популарности за десетогодишњу популаризацију и модернизацију фолк музике.
Након Зама прелази у "РТС ПГП", у септембру 1994. појавио се нови албум. Започиње сарадњу са групом "Beat Street" са којом је сарађивала и наредних година. Овај албум Драганини обожаваоци сматрају њеним најбољим албумом у каријери, може се рећи да су све песме са албума хитови. Аутори су већином Марина и Фута, док се Александар Милић Мили опробао као композитор и компоновао музику за баладу "Нисам ни метар од тебе" која се слободно може назвати еvergreen песмом, док је денс песме "Само један сат" и "Кажи ми" радио Хуса из групе "Beat Street". Године 1995. поново креће на велику турнеју по бившој Југославији, дешавало се да пева у два града дневно. Након турнеје 22. и 23. јуна одржала је солистичке концерте у центру "Сава", после дужег времена отпевала је и неке песме из периода када је сарађивала са Јужним ветром. Тадашњи штампани медији пренели су: "Два дана 8.000 обожаваоца уживало је у Драганиним највећим хитовима, гламурозно, холивудски, са беспрекорним озвучењем. Њени гости: Жељко Шашић, Нино, Дивљи кестен и Beat Street такође су били на висини задатка, тако да је публика задовољно напуштала два дана препуни Центар "Сава".". Концерт је директно преносила телевизија "Пинк". Крајем 1995. године издаје 12. студијски албум, тада је изјавила да је за месец и по дана продато 60.000 касета. На албуму се издвојила еvergreen песма "Плачи земљо" која и отвара албум а поред ње и песме: "И у добру и у злу", "Волела бих да те видим", "Стани сузо, стани" и хит дует са Нином "Дивља девојка", на овом и на наредним албумима сарадња са Марином и Футом је изостала. Наредне године 1996. издаје нови албум, издвојиле су се песме : "Нема промене", "Душу си ми опио", "Теби љубави", "То није твоја ствар", "Брате мој", као и дует са Жељком Шашићем "Очи пуне туге", исте године добија Оскар популарности за певачицу деценије. Наредне 1997. године издаје нови албум и отпочиње сарадњу са Дејаном Милићевићем који је урадио врло ефектан спот за песму "Последње вече", која се сматра за еvergreen. У самом старту издвојиле су се још и песме: "Којом гором", "Биће ми како кад", "Ко је да је", "Нико никог не воли" као и песме "Долина кестенова" и "Нећу покајање" које је компоновао Мирољуб Брзаковић Брзи. 20. марта 1998. године одржала је солистички концерт у хали "Пионир" пред 8.000 обожаваоца и тако започела турнеју, концерт је преносио "РТС". Нешто после осам зачула се ерупција одушевљења када се на бини обавијеном димом појавила Драгана у аутомобилу "Ламборгини Диабло", концерт је испратило доста кореографије, ефеката, пиротехнике... Како је сазнала да Саша Поповић и Лепа Брена отварају нову издавачку кућу "Гранд" одлучила је да наредни албум изда за њих. Албум је издат у фебруару 1999. за ПГП РТС у копродукцији са Грандом јер је РТС желео да Драгана по сваку цену остане у њиховој издавачкој кући. Албум је издат у 130.000 примерака, снимила је спот једино за песму "Данима" док је остале песме промовисала у емисијама Гранда и РТС-а. Врло често се појављивала у Грандовим емисијама најчешће на крају певајући две песме. Промоција албума нагло се прекинула због НАТО агресије над Југославијом од марта до јуна 1999. године, и поред тога песме су се издвојиле али не онако како је то био случај ранијих година, песма "Још си мени драг" и дан данас је велики хит.
У мају 2000. године прелази у издавачку кућу "Комуна" и издаје нови 16. студијски албум. Избор је пао на Комуну јер је желела да нови албум прате квалитетни спотови па је тако спотове за песме "Сама" и "Ја успомену чувам" снимила у Сахари док је врло интересантан и јединствен спот за песму "Немам ја милион судбина" снимљен у Београду. Песме су пратиле оријенталне мелодије, што је тада било у тренду. Иновативност која је пратила овај албум био је и диск неуобичајеног облика који је штампан у Швајцарској.

### Двехиљадите
Иако је изјавила да када се уда више неће певати ипак издаје нови албум "Траг у времену" јануара 2004. године, албум "Траг у времену" посветила је поред публике свом супругу Тонију и деци Марку и Мануели. Промоцију албума пропратила је и промена имиџа па је своју препознатљиву црну косу префарбала у црвено. Била је неспремна и затечена новом сценом у Србији у којој дуго није била, албум је био некомерцијалан, са песмама које у том тренутку нису претендовале да буду хитови. Снимљен је спот једино за песму "Ево добро сам" која је била слушана на нашим просторима, док су у дијаспори хитови биле песме "Тамо где је мило моје" и "Прстен". Како је схватила да је претходни албум био сувише некомерцијалан одлучује се на нешто потпуно другачије. Крајем фебруара 2006. издаје нови албум који је назвала "Луче моје", објавио га је "ПГП РТС". На албуму се није нашла ни једна класична фолк песма, песме су биле модерне а Драгана је одлучила да као некада уз кореографије сними спотове за готово све песме. Поред насловне хит су биле и песме "Судбина" и "На крају" као и песма "Печат на уснама" која је и данас велики хит. Наредне 2007. године снима дует са Данијелом Ђокићем "Живот мој" која постаје велики хит и ако ни једном није емитована на каналима са националном фреквенцијом. У децембру 2008. издаје албум "Експлозија" за продукцијску кућу "Vujin Records", поред тога што су песме биле одличне и квалитетне могле су се чути углавном само на "ДМ САТ" телевизији, тако да албум није довољно промовисан. За албум је снимљено неколико спотова које је радила "ДМ САТ" видео продукција, спотови за насловну нумеру и "Једино моје" снимљени су у Истанбулу где је одржала и концерт. После 12 година 30. септембра 2010. одржала је концерт у Београду у центру "Сава", концерт је био хуманитарног карактера.

### Од 2011 до данас
У априлу 2011. објавила је синглове "Једини" коју је посветила супругу Тонију за 10 година брака, "Другови" и "Срце моје". Спот за песму "Другови" снимила је у свом дворцу "Ebenfurth", док се у споту за песму "Једини" појављују њена деца Марко и Мануела. У децембру 2012. издаје јубиларни двадесети албум са двадесет песама у издању "Vujin Records"-а за Босну и дијаспору док је издавач за Србију био "Zmex". Године 2013. и у Румунији на тргу у Решици одржала је концерт пред 70.000 људи. 2014. године добија позив од порториканског певача Хосе Фелисијана да сниме дует на шта она са одушевљењем пристаје, дует је отпеван на енглеском и шпанском језику. Исте године 3. октобра одржала је велики солистички концерт у Београдској "Арени". Крајем јуна 2016. године издаје хит синглове "Лепи мој" и "Зашто ме тражиш" која броји преко 34 милиона пегледа на "YouTube"-у.
У петак, 3. октобра 2014. одржала је велики солистички концерт у Арени у Београду, пред око 20.000 људи. Следеће, 2015. године, одржала је концерт на стадиону у Врњачкој Бањи пред више од 20.000 људи. Дана 16. децембра 2016. године наступала је у Софији, у највећој бугарској арени „Армеец“ пред 17.000 људи. У периоду од 2016. до 2017. године била је члан жирија у популарном музичком такмичењу Пинкове звезде.
Након изласка свог двадесет првог студијског албума Од милион један, који је изашао у продаји 25. јануара 2017. године и оборио све рекорде слушаности (што говори о томе да неке нумере са тог албума заузимају и преко 20 милиона прегледа на Јутјубу), Драгана је започела велику солистичку турнеју Од милион једна.
Турнеју је отпочела 12. маја 2017. године у тузланској дворани „Мејден” и одржала концерт пред 8.000 људи.
Исте године 7. августа одржала је концерт на Сврљишком тргу, где је оборила све рекорде посећености, а саобраћај је те вечери у целом Сврљигу био блокиран.
Потом је 3. и 15. септембра наступала је Бугарској и Сомбору, редом — на градском тргу у Банском пред више од 25.000 људи, односно у спортској дворани „Мостоног” испред 5.000 људи.
У новембру 2017. године је наставила своју велику солистичку турнеју Од милион једна и то у Америци, где је наступа после пуних двадесет година — 10. новембра наступала је у Торонту, 11. новембра у Чикагу, 17. новембра у Њујорку и 18. новембра у Сент Луису. У Америци је оборила све рекорде посећености.
Дана 28. децембра 2017. године одржала је концерт за памћење у хали „Луке” у Бихаћу испред више од 3.000 људи.
У 2018. је наставила своју турнеју и бројила енормне успехе по читавој Европи. Наступала је у Паризу (9. фебруара), Словенији (24. фебруара), Немачкој (3. и 17. марта), Швајцарској (24. марта), Хрватској (Загребу — 20. априла и Пули — 5. маја).
Средином априла 2018. године избацила је песму Проклет рођен — дует са Вуком Мобом, који је и одрадио текст, док је музику и аранжман урадио Марко Морено. Песма је за врло кратко време оборила све рекорде, што говоре и сами прегледи на Јутјубу.
У јулу и августу 2018. је наставила своју турнеју и наступала прво у Босни и Херцеговини, а потом у Хрватској и Црној Гори. У Босни и Херцеговини је 20. јула наступала у Мостару, 21. јула у Љубушки, 27. јула на градском стадиону Велика Кладуша, а 31. јула у Санском Мосту. Потом је августа наступала у Хрватској, у Макарској 3. августа, а 19. августа у највећој Будванској дискотеци „Top Hill” пред 5.000 посетилаца.
Дана 24. августа наступала је на градском тргу у Врању на манифестацији „Дани Врања”, где су организатори концерта закључили да је ово најпосећенији концерт откад постоји манифестација и да ће ући у историју. Недуго потом, 1. септембра је наступала у Лесковцу на затварању лесковачке Роштиљијаде, а концерту је присуствовало око 120.000 људи.
У октобру 2018. одржала је другу турнеју у Америци за мање од годину дана и поново оборила све рекорде посећености. 5. октобра наступала је у Детроиту, 12. октобра Де Мојн, 13. октобра Сент Луису, 19. октобра Чикаго и 20. октобра у Атлантаи.
2023. године отпочела је на ТВ Курир, нови плесни шоу програм Раме уз раме са Драганом.
Актуелни менаџер је Дражен Дамјановић, док се као сарадници, ПР менаџери и други спомињу: Горан Јовановић, Ненад Милановић, Виктор Раденковић, Душан Цакић...
29.01.2024. - На конференцији за медије, а у сарадњи са хуманитарном организацијом ,,Срби за Србе" објављује да почиње хуманитарну, концертну турнеју

## Награде
Удружење радио станица Србије 1993. године прогласило је Драгану Мирковић за „Певачицу деценије”. Исте године, људи у дијаспори бирали су најпопуларнију личност треће Југославије. Драгана је заузела високо друго место, иза тадашњег председника Слободана Милошевића.
Три пута за редом однела је победу на некада највећој фолк манифестацији "Посело 202".
Добитница је 9 Оскара популарности.
Добитница "Мелка" као певачица која је обележила 1995. годину.
Два пута је добила награду за најбољу певачицу свих времена - БиХ Оскар 2006 и Београдски победник 2007.
Године 2008, гледаоци популарне бугарске телевизије „Балканика” прогласили су је најпопуларнијом певачицом на Балкану.

## Фестивали
- 1985. МЕСАМ - Умиљато око моје
- 1989. Посело године 202 - Коло среће / Мило моје што те нема / Слађано моје, слађано
- 1990. Посело године 202 - Симпатија, прва награда на Поселу
- 1991. Посело године 202 - Кажи ми сунце моје / Добра девојка, прва награда на Поселу
- 1992. Хит парада - Добра девојка
- 2019. Сабор, Београд - Добитница естрадно - музичке награде Србије за животно дело (најмлађа добитница награде у историји)
- 2024. Сабор народне музике Србије, Београд - Добитница Награде националног естрадно - музичког уметника Србије

## Мултимедијална уметница
Оно што је виђено само на МТВ-у, на снимцима концерата светских звезда, Драгана је применила на својим наступима. На концерту у Центру „Сава” 1995. године, уместо класичног микрофона, имала је бубицу која јој је дозвољавала пуну слободу покрета и играње са плесном групом према брижљиво осмишљеној и увежбаној кореографији.

## Слатко од снова
Играла је главну улогу у филму „Слатко од снова” који је имао своју премијеру 12. априла 1994. Филм је бајковита прича са елементима комедије о Дени, девојци која ради у Мекдоналдсу, а сања да постане звезда. Драгана је за потребе филма певала на енглеском језику. Драгана је играла споредне улоге у још два филма аустријске производње.
Рака Ђокић започео је снимање филма "Слатко од снова" у ком је Драгана имала главну улогу. И ако није била сигурна да ли треба да глуми, ипак је пристале, после Ракине смрти није било сигурно хоће ли се снимање наставити. Знајући колико је Рака желео да се тај филм сними Драгана по сваку цену наставља, сваки викенд имала је наступе по дијаспори и сама исплаћивала све трошкове филма. Први планирани назив филма био је "Фабрика снова" међутим назив је у последњи час промењен у "Слатко од снова". Драгана у филму изводи искључиво песме на енглеском које су рађене за потребе филма. У филму су глумила велика глумачка имена као што су: Велимир Бата Живојиновић, Милорад Мандић Манда, Бранко Цвејић, Живојин Жика Миленковић, Горица Поповић, Зоран Цвијановић, Бранка Катић, Ратко Танкосић. Премијера филма пропраћена је ватрометом и Драганином кореографијом уз песму "Baby don't you know".

## Албуми
- Имам дечка немирног (1984) 160.000 продатих примерака
- Умиљато око моје (1985) 250.000 продатих примерака
- Спаси ме самоће (1986) 400.000 продатих примерака
- Руже цветају само у песмама (1987) 400.000 примерака
- Најлепши пар (1988) 450.000 продатих примерака
- Симпатија (1989) 500.000 продатих примерака
- Помисли жељу (1990) 620.000 продатих примерака — најпродаванији албум године у СФРЈ и Бугарској
- Добра девојка (1991) 700.000 продатих примерака — најпродаванији албум године у СФРЈ и Бугарској
- Долазе нам бољи дани (1992) 350,000 — најпродаванији албум године у СРЈ и најпродаванији албум деценије у СРЈ
- No. 10 (1993) 250.000 продатих примерака — најпродаванији албум године у СРЈ и други најпродаванији албум деценије у СРЈ
- Није теби до мене (1994) 250.000 продатих примерака — најпродаванији албум године у СРЈ и трећи најпродаванији албум деценије у СРЈ
- Плачи земљо (1995) 220.000 продатих примерака — најпродаванији албум године у СРЈ
- Нема промене (1996) 150.000 продатих примерака
- Којом гором (1997) 150.000 продатих примерака (најпродаванији албум године у СРЈ — 100.000 продатих примерака за пет дана — рекорд у СРЈ)
- 15 (1999) 140.000 продатих примерака
- 16 (2000) 200.000 продатих примерака
- Траг у времену (2004) 200.000 продатих примерака
- Луче моје (2006) 250.000 продатих примерака
- Експлозија (2008) нема података о продаји
- 20 (2012) нема података о продаји
- Од милион један (2017)

## Остало
- Драгана и Јужни ветар - No° 1 (1991) 110.000 продатих примерака
- Драгана и Јужни ветар - No° 2 (1991) 80.000 продатих примерака
- Драгана и Јужни ветар - No° 3 (1992) 30.000 продатих примерака
- Драгана и Јужни ветар - Најлепше песме (1993) 30.000 продатих примерака
- Слатко од снова (музика из филма) (1994) 60.000 продатих примерака
- Једна је Драгана (1997) 25.000 продатих примерака
- Највећи хитови 1 (1997) 40.000 продатих примерака
- Највећи хитови 2 (1992) 30.000 продатих примерака
- Хитови 1 (2000) 70.000 продатих примерака
- Хитови 2 (2000) 50.000 продатих примерака
- Баладе (2000) 30.000 продатих примерака
- Драгана заувек! (2003) 20.000 продатих примерака
- Don't Go Away - No Te Vallas (2014)

#### Спотови
- Биће ми како кад (горе у левом углу)
- Много сам те пожелела (горе у десном углу)
- Душу си ми опио (доле у левом углу)
- Ја успомену чувам (доле у десном углу)
- Данима (средина)

| Спот                          | Година | Режисер                      |
| ----------------------------- | ------ | ---------------------------- |
| Имам дечка немирног           | 1984   |                              |
| Утеши ме, тужна сам           | 1984   |                              |
| Хеј, младићу, баш си шик      | 1984   |                              |
| Опрости за све                | 1986   |                              |
| Спаси ме самоће               | 1986   |                              |
| Кад би знао како чезнем       | 1986   |                              |
| Не веруј им, срећо            | 1987   |                              |
| Руже цветају само у песмама   | 1987   |                              |
| Треба ми неко                 | 1987   |                              |
| Не иди, остани мој            | 1988   |                              |
| Могу ли рећи, не волим те     | 1988   |                              |
| Слађано моје, слађано         | 1988   |                              |
| Коло среће                    | 1988   |                              |
| Још љубави има                | 1988   |                              |
| Мило моје, што те нема        | 1988   |                              |
| Најлепши пар                  | 1988   |                              |
| Што те нема                   | 1988   |                              |
| Симпатија                     | 1989   |                              |
| Нема среће без тебе           | 1989   |                              |
| Нећу да живим без тебе        | 1989   |                              |
| Сто ћу чуда учинити           | 1989   |                              |
| Ватра                         | 1989   |                              |
| Довиђења, мило моје           | 1989   |                              |
| Чекај ме још мало             | 1989   |                              |
| Мамина и татина               | 1990   |                              |
| Јелени кошуте љубе            | 1990   |                              |
| Цвете мој                     | 1990   |                              |
| Опрости што ти сметам         | 1990   |                              |
| Хоћеш, хоћеш, погледаћеш      | 1990   |                              |
| Не плаче се за јунаком        | 1990   |                              |
| Волим те волиш ме             | 1991   |                              |
| Кажи ми сунце моје            | 1991   |                              |
| Хајдемо негде                 | 1991   |                              |
| Поклањам ти своју љубав       | 1991   |                              |
| Умрећу због тебе              | 1991   |                              |
| Свуд си око мене              | 1991   |                              |
| Бог срца мог                  | 1991   |                              |
| Додај гас                     | 1991   |                              |
| Добра девојка                 | 1991   |                              |
| Обраше се виногради           | 1991   |                              |
| Јечам жела косовка девојка    | 1991   |                              |
| Black or White                | 1991   |                              |
| Добро јутро, добар дан        | 1992   | Владимир Живковић            |
| Умирем мајко                  | 1992   | Владимир Живковић            |
| Питају ме у мом крају         | 1992   | Владимир Живковић            |
| Седми дан                     | 1992   | Владимир Живковић            |
| Женско срце                   | 1992   | Владимир Живковић            |
| Математика                    | 1992   | Владимир Живковић            |
| Да, да, да                    | 1992   | Владимир Живковић            |
| Две судбине                   | 1992   | Владимир Живковић            |
| Стани душо, стани злато       | 1992   | Владимир Живковић            |
| Долазе нам бољи дани          | 1992   | Владимир Живковић            |
| Морало је лето проћи          | 1992   | Владимир Живковић            |
| О, да ли знаш                 | 1992   | Владимир Живковић            |
| До последњег даха             | 1993   | Владимир Живковић            |
| Питам своје срце              | 1993   | Владимир Живковић            |
| Баш тебе волим ја             | 1993   | Станко Црнобрња              |
| Много сам те пожелела         | 1993   | Владимир Живковић            |
| Бићу његова                   | 1993   |                              |
| Заборави срце                 | 1993   |                              |
| Ветрови туге                  | 1993   | Станко Црнобрња              |
| Кад за тобом умрем ја         | 1993   |                              |
| Хало драги                    | 1993   |                              |
| Теби љубав мени бол           | 1993   | Владимир Живковић            |
| Не пада ми на памет           | 1993   |                              |
| Није теби до мене             | 1994   | Михаило Вукобрадовић         |
| Црни лептир                   | 1994   | Славољуб Живановић Зли       |
| Чаролија                      | 1994   |                              |
| Варала бих, варала            | 1994   | Станко Црнобрња              |
| Од кад сам се у тебе заљубила | 1994   | Славољуб Живановић Зли       |
| За мене си ти                 | 1994   | Предраг Николић              |
| Туго мојих дана               | 1994   | Михаило Вукобрадовић         |
| Опојни су зумбули             | 1994   | Маријана Украден             |
| Љубав се мени дешава          | 1994   | Маријана Украден             |
| Кажи ми                       | 1994   | Славољуб Живановић Зли       |
| Baby Don't You Know           | 1994   | Владимир Живковић            |
| Changes                       | 1994   | Владимир Живковић            |
| Riding through the fire       | 1994   | Владимир Живковић            |
| Red Ferrari                   | 1994   | Владимир Живковић            |
| Плачи земљо                   | 1995   | Славољуб Живановић Зли       |
| И у добру и у злу             | 1995   | Игор Кушић                   |
| Све ме на тебе подсећа        | 1995   |                              |
| Стани сузо стани              | 1995   | Славољуб Живановић Зли       |
| Један живот је                | 1995   | Маријана Украден             |
| Волела бих да те видим        | 1995   | Игор Кушић                   |
| Дивља девојка                 | 1995   | Станко Црнобрња              |
| Нема промене                  | 1996   | Марио Бралић                 |
| Душу си ми опио               | 1996   | Ратко Кушић                  |
| Загрли ме мајко               | 1996   | Игор Кушић                   |
| Очи пуне туге                 | 1996   | Игор Кушић                   |
| То није твоја ствар           | 1996   | Игор Кушић                   |
| Само један сат                | 1996   | Игор Кушић                   |
| Последње вече                 | 1997   | Дејан Милићевић              |
| Биће ми како кад              | 1997   | Дејан Милићевић              |
| Нико никог не воли            | 1997   | Славољуб Живановић Зли       |
| Данима                        | 1999   | Дејан Милићевић              |
| Сама                          | 2000   | Дејан Милићевић              |
| Немам ја милион судбина       | 2000   | Славољуб Живановић Зли       |
| Ја успомену чувам             | 2000   | Дејан Милићевић              |
| Ја имам те а ко да немам те   | 2001   | Дејан Милићевић              |
| Срцу није лако                | 2001   | CODE                         |
| Ево добро сам                 | 2004   | Дејан Милићевић              |
| Луче моје                     | 2006   | ДМ САТ видео продукција      |
| Печат на уснама               | 2006   | Дејан Милићевић              |
| На крају                      | 2006   | ДМ САТ видео продукција      |
| Непожељна                     | 2006   | Дејан Милићевић              |
| Теци ми кроз вене             | 2006   | Дејан Милићевић              |
| Љуби ил′ убиј                 | 2006   | Дејан Милићевић              |
| Судбина                       | 2006   | Студио Виста                 |
| Данак љубави                  | 2006   | Дејан Милићевић              |
| Депресиван дан                | 2006   | Дејан Милићевић              |
| Живот мој                     | 2007   | ДМ САТ видео продукција      |
| Земљо окрени се               | 2008   | ДМ САТ видео продукција      |
| Научи ме                      | 2008   | ДМ САТ видео продукција      |
| Запалићу срце                 | 2008   | ДМ САТ видео продукција      |
| Експлозија                    | 2008   | ДМ САТ видео продукција      |
| Једино моје                   | 2008   | ДМ САТ видео продукција      |
| Ти ме рани                    | 2008   | ДМ САТ видео продукција      |
| Ласте                         | 2008   | ДМ САТ видео продукција      |
| Све бих дала да си ту         | 2008   | ДМ САТ видео продукција      |
| Нешто лепо                    | 2008   | ДМ САТ видео продукција      |
| Јачи него икад                | 2008   | ДМ САТ видео продукција      |
| Прстен                        | 2009   | ДМ САТ видео продукција      |
| Рођендан                      | 2009   | ДМ САТ видео продукција      |
| Фобија                        | 2009   | ДМ САТ видео продукција      |
| Громови                       | 2009   | ДМ САТ видео продукција      |
| Другови                       | 2011   | ДМ САТ видео продукција      |
| Једини                        | 2011   | ДМ САТ видео продукција      |
| Мили, мили                    | 2012   | ДМ САТ видео продукција      |
| Љубави                        | 2012   | ДМ САТ видео продукција      |
| Ти мислиш да је мени лако     | 2012   | ДМ САТ видео продукција      |
| Континент                     | 2013   | ДМ САТ видео продукција      |
| Пуцај право у срце            | 2013   | ДМ САТ видео продукција      |
| Маче                          | 2013   | ДМ САТ видео продукција      |
| Пустиња осећања               | 2013   | ДМ САТ видео продукција      |
| Кад нас виде загрљене         | 2013   | ДМ САТ видео продукција      |
| Хеј, животе                   | 2014   | ДМ САТ видео продукција      |
| Don't Go Away / No Te Vallas  | 2014   | ДМ САТ видео продукција      |
| Лепи мој                      | 2016   | ДМ САТ видео продукција      |
| Зашто ме тражиш               | 2016   | ДМ САТ видео продукција      |
| Од милион један               | 2017   | ДМ САТ видео продукција      |
| Загрли опет                   | 2017   | ДМ САТ видео продукција      |
| Он и она                      | 2017   | ДМ САТ видео продукција      |
| Само ми је добро              | 2017   | ДМ САТ видео продукција      |
| Тровање                       | 2017   | Дејан Милићевић              |
| Идемо јако                    | 2017   | ДМ САТ видео продукција      |
| Проклет рођен                 | 2018   | Немања Новаковић             |
| Замена                        | 2019   | ДМ САТ видео продукција      |
| Сад и заувек                  | 2021   | Бранислав Пећаранин — Bandži |
| Крива                         | 2023   | Дејан Милићевић              |
| Кад срце стане                | 2024   | Дејан Милићевић              |
| Ако се волимо                 | 2024   | Лука Јовановић               |
| Иницијали                     | 2025   | Александар Радоњић           |

### Сарадње
- Нек пукну душмани (ft. Миле Китић, Шемса Суљаковић, Синан Сакић и Кемал Маловчић, 1988)
- Сви грешимо (ft. Синан Сакић, 1987)
- Дал ће моћи да се живи (ft. Синан Сакић, пратећи вокал 1988)
- Хеј, девојко да ли имаш момка (ft. Миодраг Јаковљевић, 1989)
- Ја те волим то не кријем (ft. Миодраг Јаковљевић, 1989)
- Е, мој докторе (ft. Зана, 1990)
- Ако ме умириш сад (ft. Весна Змијанац, пратећи вокал, 1992)
- Смеј се (ft. Нино, пратећи вокал, 1993)
- Усне вреле као жар (ft. Нино Решић, пратећи вокал, 1993)
- Коме треба душа рањена (ft. Куки, пратећи вокал, 1995)
- Све је исто само песме нису (ft. Куки, пратећи вокал, 1995)
- Нико као ти (ft. Куки, пратећи вокал, 1995)
- Тражим те у дугим ноћима (ft. Куки, пратећи вокал, 1995)
- Дивља девојка (ft. Нино, 1995)
- Селе моја (ft. Зорица Брунцлик, 1996)
- Само један сат (ft. Beat Street, 1996)
- Очи пуне туге (ft. Жељко Шашић, 1996)
- Она је прича живота мога (ft. Жељко Шашић, пратећи вокал, 1997)
- Зеницо ока мог (ft. Зоран Старчевић, 2000)
- Срцу није лако (ft. Дивљи кестен, 2000)
- Ја имам те, а ко да немам те (ft. Хари Мата Хари, 2001)
- Живот мој (ft. Данијел Ђокић, 2007)
- Јачи него икад (ft. Миле Китић, Шемса Суљаковић, Синан Сакић и Кемал Маловчић, 2008)
- Громови (ft. Бобан Рајовић, 2009)
- Кад нас виде загрљене (ft. Ханка Палдум, 2013)
- Don't Go Away - No Te Vallas (ft. Хосе Фелисијано, 2014)
- Тровање (ft. Данијел Ђокић, 2017)
- Проклет рођен (ft. Вук Моб, 2018)
- Сад и заувек (ft. Аца Лукас, 2021)
- Кад срце стане (ft. Иван Зак, 2024)
- Ако се волимо (ft. Магла бенд, 2024)